# Claus von Stauffenberg
Claus Phillip Maria Graf Schenk von Stauffenberg (Jettingen, 15. studenog 1907. – Berlin, 21. srpnja 1944.), njemački aristokrat, časnik i sudionik puča poznatijeg pod nazivom Operacija Walküre.

## Vojni životopis
- 1926. Ulazak u bamberšku konjičku pukovniju 17.
- 1936. Nastavnik na ratnoj akademiji u Berlinu.
- 1938. Poziv u stožer tenkovske divizije "Hoepners".
- 1939. S divizijom Hoepners sudjeluje u napadu na Poljsku.
- 1940. Sudjeluje u napadu na Francusku.
- 1943. Pukovnik u stožeru 10. tenkovske divizije u Africi, teško ranjen.
- 1944. Pukovnik i zapovjednik stožera pričuve pod general-pukovnikom Frommom.

## Odlikovanja
- Željezni križ 1. stupnja
- Viteški križ željeznog križa
- Hrastovo lišće i mačevi uz Viteški križ željeznog križa

## Atentat na Hitlera i sudjelovanje u operaciji Walküre
Stauffenberg je na početku svoje karijere fasciniran idejom nacionalsocijalizma. Na dan kada nacionalsocijalisti preuzimaju vlast (30. siječnja 1933.), u Bambergu organizira slavlje. Njegovo odbijanje od nacionalsocijalizma počinje tek s „kristalnom noći“ (9./10. studenoga 1938.) kada pripadnici SA-a i SS-a organiziraju prve masovne napade na ustanove, trgovine i kuće židovskog pučanstva. Za vrijeme njegovog boravka u vojnoj bolnici poslije ranjavanja u Africi, Stauffenberg se sve više predaje ideji eliminacije Hitlera. 
Realnu mogućnost izvedbe vidi tek sa svojim radom u stožeru pričuve i mogućnošću ulaza u Vučju jazbinu (Wolfsschanze), te pristupu sastancima s Hitlerom.
20. srpnja 1944. godine, Stauffenberg u jednoj aktovci unosi skrivenu bombu i postavlja je u blizini Hitlera ispod stola od hrastovine i izlazi iz barake. Još prije detonacije, jedan od časnika (vjerojatno general-bojnik Warlimot ili Jodl) pomiče torbu malo dalje ispod stola jer mu smeta pri pogledu na kartu. Ovoj slučajnosti Hitler zahvaljuje život u tom trenutku.
Poslije atentata, Stauffenberg slijeće u Berlin, uvjeren da je Hitler mrtav. Uvjeren u ovo, on moli general-pukovnika Fromma da pokrene operaciju “Walküre” (podizanje vojne rezerve u slučaju smrti Hitlera i zauzimanje svih važnih državnih objekata te organizacija i preuzimanje vlasti). U međuvremenu Joseph Goebbels uspijeva razgovarati s Hitlerom i Fromma uvjeriti da Hitler nije mrtav. Poslije jednog telefonskog razgovora s Hitlerom, iako je znao za atentat, Fromm uhićuje Stauffenberga i daje ga u dvorištu svoga zapovjednog ureda strijeljati.

## Drugi projekti
|  | Zajednički poslužitelj ima još gradiva o temi Claus von Stauffenberg |